# Comté de Camas
Pour les articles homonymes, voir Camas (homonymie).
Le comté de Camas est un comté des États-Unis situé dans l’État de l'Idaho. En 2000, la population était de 911 habitants. Son siège est Fairfield. Le comté a été créé en 1917 en partitionnant le comté de Blaine et nommé d'après une plante de la région (du genre Camassia) qui a servi de nourriture aux amérindiens et aux colons.

## Géolocalisation
|                |                  | Comté de Blaine  |
| Comté d'Elmore | Comté de Camas   |                  |
|                | Comté de Gooding | Comté de Lincoln |

## Démographie
| 1920  | 1930  | 1940  | 1950  | 1960 | 1970 |
| ----- | ----- | ----- | ----- | ---- | ---- |
| 1 730 | 1 411 | 1 360 | 1 079 | 917  | 728  |

| 1980 | 1990 | 2000 | 2010  | - | - |
| ---- | ---- | ---- | ----- | - | - |
| 818  | 727  | 991  | 1 117 | - | - |

## Principales villes
- Fairfield